# Остров собак (мультфильм)
«О́стров соба́к» (англ. Isle of Dogs) — американский анимационный фильм режиссёра Уэса Андерсона. Премьера состоялась 15 февраля 2018 года на Берлинском кинофестивале. Занимает 13-е место в списке самых кассовых кукольных мультфильмов. За работу над лентой Андерсон был удостоен приза «Серебряный медведь» за лучшую режиссуру на Берлинском кинофестивале.

## Сюжет
Действие происходит в будущем в Японии, где собак помещают в карантин на отдалённом острове из-за «собачьего гриппа». Герои — пять местных собак: Шеф, Рекс, Босс, Дюк («Герцог») и Кинг («Король»). Им осточертело замкнутое существование, мальчик Атари Кобаяси отправляется на остров в поисках своей собаки Спотса («Пятнашка»). Они вызываются помочь Атари и защитить его от японских властей, которые приходят следом в целях поимки мальчика.

## Роли озвучивали[3][4]
- Кою Ранкин — Атари Кобаяси
- Брайан Крэнстон — Шеф
- Эдвард Нортон — Рекс
- Боб Балабан — Кинг
- Джефф Голдблюм — Дюк
- Билл Мюррей — Босс
- Кунити Номура[англ.] — мэр Кэндзи Кобаяси
- Акира Такаяма[англ.] — Мажордом
- Скарлетт Йоханссон — Миндалька
- Ф. Мюррей Абрахам — Юпитер
- Тильда Суинтон — Оракул
- Грета Гервиг — Трейси Уокер
- Лев Шрайбер — Спотс
- Харви Кейтель — Гондо
- Фрэнсис Макдорманд — переводчица Нельсон
- Кортни Б. Вэнс — рассказчик
- Йоко Оно — научная ассистентка Йоко Оно
- Акира Ито — профессор Ватанабэ
- Кэн Ватанабэ — главный хирург
- Фишер Стивенс — Скрэп
- Кара Хэйуорд — Мята
- Роман Коппола — Игорь
- Нидзиро Мураками — редактор Хироси

## Производство

### Анонс
В октябре 2015 года Андерсон объявил, что он намерен возвратиться к производству анимации и снять фильм про собак при участии Эдварда Нортона, Брайана Крэнстона и Боба Балабана.

### Съёмки фильма
Производство началось в октябре 2016 года в Англии.
Режиссёр также объявил о сотрудничестве с организацией The Film Foundation, занимающейся восстановлением и сохранением мирового кинонаследия.

### Релиз
23 декабря 2016 года Fox Searchlight Pictures приобрела права на распространение фильма во всём мире, объявив его выход на экраны в 2018 году.
4 декабря 2017 года оргкомитет 68-го Берлинского кинофестиваля объявил, что «Собачий остров» откроет основную конкурсную программу смотра. Сообщается, что это первый в истории фестиваля мультфильм, который был выбран в качестве фильма открытия Берлинале.

## Отзывы и оценки
Фильм получил восторженные отзывы критиков: по данным Rotten Tomatoes, 90 % рецензий были положительными, по данным Metacritic, средняя оценка составила 8,2. RT так обобщает мнения критиков: «Уэс Андерсон в лучшем виде: с вниманием к деталям и рассказывает одну из самых мило-очаровательных своих историй». Некоторые авторы подвергли критике то, как в фильме показана японская культура, но в основном такие мнения высказывали западные журналисты, а не сами японцы, оставившие о фильме много положительных отзывов.
По итогам года многие издания, в том числе Esquire, The Guardian, Marie Claire, IndieWire, Empire, GamesRadar, «Мир фантастики», DTF, «Вебург» включили «Остров собак» в списки лучших фильмов или мультфильмов года, а редакция «Кинопоиска» даже объявила его фильмом года. Позже Film School Rejects, «2x2» и опять же «Мир фантастики» включили его в число лучших мультфильмов десятилетия.

## Саундтрек
Композитор — Александр Деспла, кроме семи композиций, заимствованных из других произведений.
| №   | Название | Длительность |
| --- | --- | ------------ |
| 1.  | «Shinto Shrine» | 1:56         |
| 2.  | «Taiko Drumming» (автор и исполнитель Каору Ватанабэ)                                                                                   | 0:50         |
| 3.  | «The Municipal Dome» | 2:29         |
| 4.  | «Six Months Later + Dog Fight» | 2:05         |
| 5.  | «The Hero Pack» | 1:08         |
| 6.  | «First Crash-Landing» | 0:56         |
| 7.  | «Kanbei & Katsushiro – Kikuchiyo's Mambo» (из фильма «Семь самураев», композитор Фумио Хаясака, исполняет симфонический оркестр «Тохо») | 0:52         |
| 8.  | «Second Crash-Landing + Bath House + Beach Attack»                                                                                      | 4:07         |
| 9.  | «Nutmeg» | 0:48         |
| 10. | «Kosame No Oka» (из фильма «Пьяный ангел», композиторы Хатиро Сато и Риоти Хаттори, исполняет Дэвид Менсфилд)                           | 1:06         |
| 11. | «I Won’t Hurt You» (композиторы Майкл Ллойд, Шон Харрис и Боб Маркли, исполняет The West Coast Pop Art Experimental Band)               | 2:23         |
| 12. | «Toshiro» | 1:07         |
| 13. | «Jupiter and Oracle + Aboriginal Dogs»                                                                                                  | 2:05         |
| 14. | «Sushi Scene» | 1:41         |
| 15. | «Midnight Sleighride» (из сюиты «Поручик Киже», композитор Сергей Прокофьев, исполняет оркестр «Сотер-Финеган»)                         | 3:01         |
| 16. | «Pagoda Slide» | 1:08         |
| 17. | «First Bath of a Stray Dog» | 0:26         |
| 18. | «TV Drumming» (автор и исполнитель — Каору Ватанабэ)                                                                                    | 0:31         |
| 19. | «Kobayashi Canine-Testing Laboratory»                                                                                                   | 1:57         |
| 20. | «Tokyo Shoe Shine Boy» (композиторы Сеити Ида и Тасуку Сано, исполняет Теруко Акацуки)                                                  | 3:02         |
| 21. | «Re-Election Night, Parts 1-3» | 5:00         |
| 22. | «End Titles» | 4:51         |

## Награды и номинации
| Премия                           | Дата            | Категория                                | Номинант                            | Результат | Примечание    |
| -------------------------------- | --------------- | ---------------------------------------- | ----------------------------------- | --------- | ------------- |
| Берлинский кинофестиваль         | 25 февраля 2018 | «Серебряный медведь» за лучшую режиссуру | Уэс Андерсон                        | Победа    | [ 32 ] [ 33 ] |
| Берлинский кинофестиваль         | 25 февраля 2018 | Золотой медведь                          | Isle of Dogs                        | Номинация | [ 32 ] [ 33 ] |
| Золотой трейлер                  | 31 мая 2018     | Best Animation/Family TV Spot            | Isle of Dogs: «:30TV 'Sic Em»       | Номинация | [ 34 ] [ 35 ] |
| Золотой трейлер                  | 31 мая 2018     | Best Motion Poster                       | Isle of Dogs: «Sneezing»            | Победа    | [ 34 ] [ 35 ] |
| Золотой трейлер                  | 31 мая 2018     | Best Motion Poster                       | Isle of Dogs: «Wild Post»           | Номинация | [ 34 ] [ 35 ] |
| Золотой трейлер                  | 31 мая 2018     | Best Animation/Family                    | Isle of Dogs: «Domestic Trailer #1» | Победа    | [ 34 ] [ 35 ] |
| South by Southwest Film Festival | 17 марта 2018   | Audience Award: Headliners               | Isle of Dogs                        | Победа    | [ 36 ]        |
| World Soundtrack Awards          | 17 октября 2018 | Best Film Composer of the Year           | Александр Деспла                    | Номинация | [ 37 ]        |
| Золотой глобус                   | 6 января 2019   | Лучший анимационный фильм                | Уэс Андерсон                        | Номинация |               |
| Золотой глобус                   | 6 января 2019   | Лучшая музыка к фильму                   | Александр Деспла                    | Номинация |               |
| BAFTA                            | 10 февраля 2019 | Лучший анимационный фильм                | Уэс Андерсон                        | Номинация | [ 38 ] [ 39 ] |
| BAFTA                            | 10 февраля 2019 | Лучшая музыка к фильму                   | Александр Деспла                    | Номинация | [ 38 ] [ 39 ] |
| Оскар                            | 24 февраля 2019 | Лучший анимационный фильм                | Уэс Андерсон                        | Номинация |               |
| Оскар                            | 24 февраля 2019 | Лучшая музыка к фильму                   | Александр Деспла                    | Номинация |               |